# نورمن پیری
نورمن پیری (انگلیسی: Norman Pirie؛ ۱ ژوئیه ۱۹۰۷ – ۲۹ مارس ۱۹۹۷ (۸۹ ساله)) دانشمند در زمینه ویروس‌شناسی اهل بریتانیا بود.
وی همچنین برندهٔ جوایزی همچون همکار انجمن سلطنتی و مدال کاپلی شده‌است.